# 世界贸易组织
世界貿易組織（簡稱世貿組織或世貿，縮寫為 WTO，縮寫為 OMC，縮寫為 OMC）是一个政府间国际组织，总部位于瑞士日内瓦，负责监管和促进国际贸易。各国政府利用该组织与联合国系统合作制定、修订和执行国际贸易规则。世贸组织是世界上最大的国际经济组织，有166个成员国，占全球贸易和GDP的98%以上。
世贸组织为参与国之间的商品、服务和知识产权贸易提供了便利，提供了一个贸易协议谈判框架，协定旨在减少或取消关税、进口配额和其它贸易壁垒，这些协议由成员国政府的代表签署并得到其立法机构的批准。它还管理独立的争端解决，以强制参与者遵守贸易协定并解决与贸易有关的争端。该组织禁止贸易伙伴之间的歧视，但为环境保护、国家安全和其他重要目标提供例外情况。
它根据1994年《马拉喀什协定》于1995年1月1日正式开始运作，取代了1948年建立的《关税及贸易总协定》。
世界贸易组织的最高决策机构是部长级会议，由所有成员国组成，通常每两年召开一次，所有决定都强调协商一致。日常职能由总理事会处理，总理事会由所有成员国的代表组成。秘书处有600多名工作人员，由总干事和四名副总干事领导，提供行政、专业和技术服务。世贸组织的年度预算约为2.2亿美元，由成员国根据其在国际贸易中的比例提供。
研究表明，世贸组织增加了贸易，减少了贸易壁垒。它也普遍影响了贸易协定，2017年的一项分析发现，到目前为止，绝大多数优惠贸易协议都明确提到了世贸组织，其中很大一部分协议是从世贸组织协议中复制的。联合国可持续发展目标也提到世贸组织协定是减少不平等的工具。然而，批评者认为，世贸组织推动的自由贸易的利益并没有得到平等分享。

## 历史

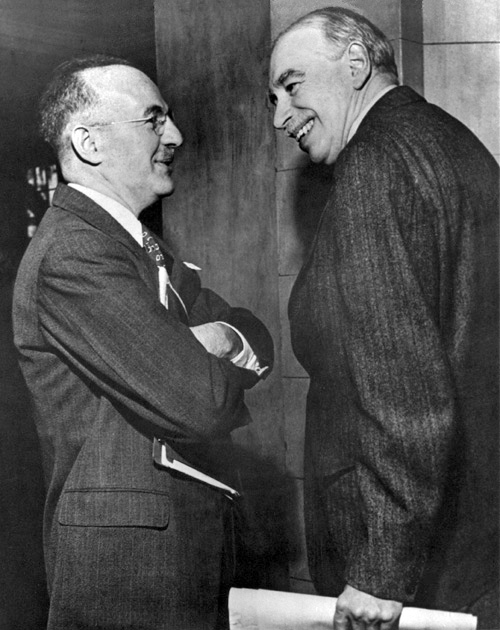
经济学家哈里·迪克特·怀特(左)和约翰·梅纳德·凯恩斯在布雷顿森林会议

世贸组织的前身《关税及贸易总协定》(GATT)是由23个国家在第二次世界大战后于1947年签署的一项多边条约，此外还有其它致力于国际经济合作的新多边机构，如世界银行和国际货币基金组织。一个类似的，被命名的国际贸易组织从来没有建立，因为美国和一些签署国没有批准建立条约。

### 乌拉圭之前的关贸总协定谈判
在关贸总协定（1949年至1979年）下一共进行了七轮谈判。关贸总协定第一轮（1947年至1960年）专注于进一步降低关税。60年代中期的肯尼迪议程带来了关贸总协定反倾销协定和一个关于发展的主题。70年代的东京议程是解决非关税壁垒和改进贸易体系的第一次重大尝试，通过了一系列关于非关税壁垒的协定，这些协定在某些情况下解释了现有的关贸总协定规则，并在另一些情况下开辟了全新的领域。由于并非所有关贸总协定成员都接受这些协定，它们常常被非正式地称为“准则”。虽然在20世纪50年代中期和60年代试图建立某种形式的国际贸易体制机制，但关贸总协定作为一个半体制化的多边条约机制在其临时基础上继续运作了近半个世纪。

### 乌拉圭议程：1986年-1994年
早在关贸总协定成立40周年之前，关贸总协定成员就得出结论认为，关贸总协定体系正在努力适应全球化的世界经济。针对1982年《部长级宣言》中指出的问题（结构性缺陷、某些国家的政策对世界贸易的溢出影响等关贸总协定无法控制的问题），1986年9月在乌拉圭埃斯特角城召开的一次会议启动了第八轮关贸总协定（即乌拉圭回合）。
乌拉圭回合谈判达成了有史以来最大的贸易谈判授权，旨在将贸易体系扩展到几个新的领域，尤其是服务贸易和知识产权，并改革农业和纺织品等敏感部门的贸易，所有关贸总协定的原始条款都将接受审查。1994年4月15日，在摩洛哥马拉喀什举行的部长级会议期间，签署了结束乌拉圭议程并正式建立世贸组织制度的最后文件，即《马拉喀什协定》。
关贸总协定仍作为世贸组织的总贸易条约存在，但由于乌拉圭回合谈判的结果而更新。然而，1994年关贸总协定并不是马拉喀什最后文件中唯一具有法律约束力的协议，通过的协议、附件、决定和谅解的清单很长，大约有60个。协定分为六个主要部分：
- 《建立世界贸易组织的协定》
- 《货物贸易多边协定》
- 《服务贸易总协定》
- 《与贸易有关的知识产权协定》
- 争端解决[36]
- 审查政府的贸易政策

就世贸组织有关关税“上限约束”（第3号）的原则而言，乌拉圭议程成功增加了发达国家和发展中国家的约束性承诺，从1986-1994年谈判之前和之后约束关税的百分比可以看出。

### 部长级会议

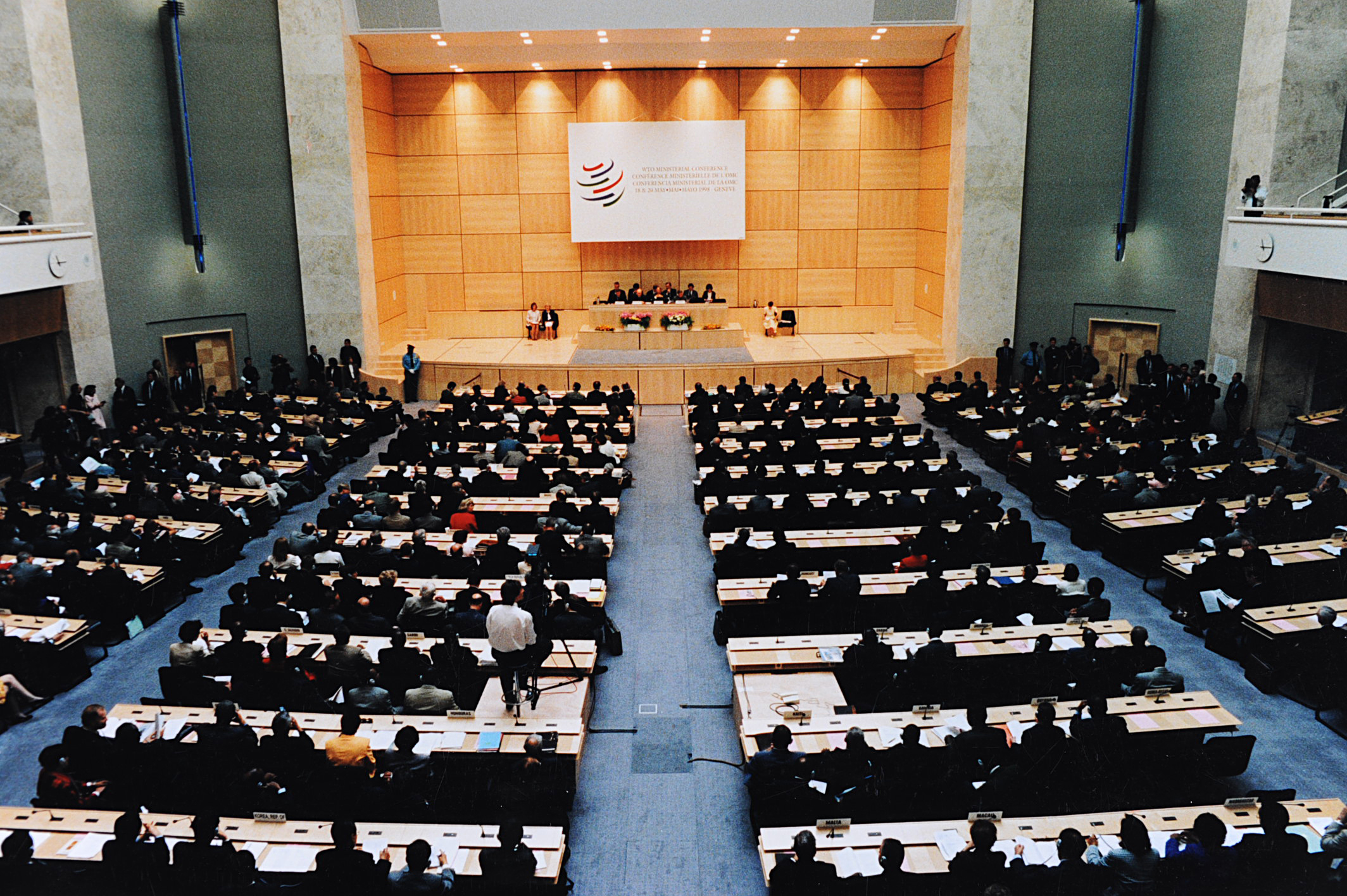
1998年世界贸易组织部长级会议，在万国宫（瑞士日内瓦）举行

世贸组织的最高决策机构：部长级会议通常每两年举行一次会议。会议将世贸组织所有成员国聚集在一起，成员国包括国家或关税联盟。部长级会议可根据任何多边贸易协定就所有事项作出决定。2003年在新加坡举行的首届部长级会议和坎昆会议，涉及被称为“新加坡问题”的发达国家和发展中国家之间的争论，如农业补贴。另一些会议，如1999年的西雅图会议，则引发了大规模的示威游行。2001年在多哈举行的第四次部长级会议，批准中国加入世贸，并推出多哈回合贸易谈判。第六次部长级会议（在香港举行）同意逐步取消农产品出口补贴，以及采纳欧盟的“除武器外一切都行”计划，逐步取消最不发达国家的货物关税。在2005年12月举行的第六次世贸组织部长级会议上，世贸组织发起了贸易援助倡议，具体目的是协助发展中国家进行可持续发展目标8的贸易援助，目标8指增加贸易支助和经济增长援助。
第十二届部长级会议原定于2020年6月在哈萨克斯坦阿斯塔纳举行，但由于COVID-19而取消。随后于2022年6月12日至17日在瑞士日内瓦举行。第十三届部长级会议于2024年2月26日至29日在阿拉伯联合酋长国阿布扎比举行，最终延长至3月1日完成。

### 多哈议程：2001年至今
世贸组织于2001年11月在卡塔尔多哈举行的第四次部长级会议上启动了本轮谈判，即多哈回合贸易谈判。这是一项雄心勃勃的努力，旨在使全球化更具包容性，并帮助世界上的穷人，特别是通过削减农业方面的壁垒和补贴。最初的议程既包括进一步的自由贸易，也包括新的规则制定，承诺加强对发展中国家的大量援助。
由于发达国家和发展中国家在工业关税和非关税壁垒等问题上存在分歧，进展陷入停滞，尤其是在欧盟和美国维持农业补贴(被视为有效的贸易壁垒)的问题。虽然2013年通过的《巴厘岛部长级宣言》解决了官僚主义对商业的障碍，但重启谈判的多次尝试都以失败告终。
截至2012年6月，多哈议程仍然不确定；方案列出了21个主题，其中错过了原定2005年1月1日的最后期限，而且议程仍未完成。对国内农业部门的贸易保护主义（发达国家要求）和农产品公平贸易（发展中国家要求）之间的冲突仍然是主要障碍。这种僵局使世贸组织无法在多哈回合贸易谈判之外启动新的谈判。因此，各国政府之间的双边自由贸易协定越来越多。截至2012年7月，世贸组织体系中有多个谈判小组参与了目前陷入僵局的农产品贸易谈判。

## 职能
通过贸易便利化促进增长是世贸组织最重要的职能。其它重要职能包括：
- 监督协议的实施、管理和运作（例外的是，当中国于2001年12月加入世贸组织时，它不执行任何协议）。[52][53]
- 为谈判和解决争端提供一个论坛。[54][55]

此外，世贸组织有责任审查和宣传国家贸易政策，并通过监督全球经济决策来确保贸易政策的一致性和透明度。世贸组织的另一个优先事项是帮助发展中国家、最不发达国家和低收入国家通过技术合作和培训来适应世贸组织的规则和纪律：
1. WTO应促进本协定和多边贸易协定的实施、管理和运作，并进一步实现本协定和多边贸易协定的目标，还应为多边贸易协定的实施、管理和运作提供框架。
2. WTO应为其成员之间就本协定附件中有关多边贸易关系谈判提供平台。
3. WTO应执行《关于争端解决规则与程序的谅解》。
4. 世贸组织应管理贸易政策审议机制。
5. 为在全球经济决策方面实现更大的一致性，世贸组织应酌情与国际货币基金组织和国际复兴开发银行及附属机构合作。[57]

以上五项是世界贸易组织的附加职能。随着当今社会全球化的发展，有必要建立一个国际组织来管理贸易制度。随着贸易量的增加，以及各国贸易规则的差异，出现了保护主义、贸易壁垒、贸易补贴、侵犯知识产权等问题。当此类问题出现时，世界贸易组织充当了国家之间的调解人。
世界贸易组织也是经济研究和分析的中心，该组织在其年度出版物和关于特定主题的研究报告中对全球贸易状况进行定期评估。世贸组织与布雷顿森林体系的另外两个组成部分：国际货币基金组织和世界银行密切合作。

## 交易制度的原则
世贸组织建立了贸易政策框架，它不定义或指定结果。也就是说，它涉及制定“贸易政策”的规则。在了解1994年以前的关贸总协定和世贸组织时，有五项原则特别重要：
1. 不歧视。它有两个主要组成部分：最惠国待遇规则和国民待遇政策。两者都包含在世贸组织关于商品、服务和知识产权的主要规则中，但它们的具体范围和性质在这些领域有所不同。最惠国待遇规则要求一个世贸组织成员必须对与其他世贸组织成员的所有贸易适用同样的条件，即一个世贸组织成员必须给予最有利的条件，在这种条件下，它允许对所有其他世贸组织成员进行某种产品的贸易。“给某人特别的帮助，你必须对所有其他人也这样做。[59][60]
2. 互惠。它既反映了限制因最惠国待遇规则而可能产生的搭便车范围的愿望，也反映了更好地进入外国市场的愿望。与此相关的一点是，对于一个国家进行谈判，这样做的收益必须大于单边自由化所带来的收益;互惠让步的目的是确保这些收益能够实现。[61]
3. 具有约束力和可执行性的承诺。世贸组织成员在多边贸易谈判和加入时所作的关税承诺列在一份被称为减让表（清单）的法律文书中。这些时间表建立了“上限约束”:一个国家可以改变其约束，但只有在与其贸易伙伴谈判之后，这可能意味着补偿他们的贸易损失。如果不能获得满意，申诉国可以援引WTO争端解决程序。[61][62]
4. 透明度。世贸组织成员被要求公布他们的贸易法规，维持允许审查影响贸易的行政决定的机构，回应其他成员对信息的要求，并向世贸组织通知贸易政策的变化。这些内部透明度要求通过贸易政策审查机制(TPRM)得到国别定期报告（贸易政策审查）的补充和促进。世贸组织体系还试图提高可预测性和稳定性，不鼓励使用配额和其他用于设定关税的措施。[63]
5. 安全的价值观。在特定情况下，政府可以限制贸易。世贸组织的协议允许成员国采取措施不仅保护环境，而且保护公众健康、动物健康和植物健康。[64]

这方面的规定有三种：
1. 允许使用贸易措施实现非经济目标的条款
2. 旨在确保“公平竞争”的条款，成员国不得将环境保护措施作为掩饰保护主义政策的手段[64][65]
3. 允许出于经济原因干预贸易的条款。

最惠国原则的例外情况也允许对发展中国家、自由贸易区域协定和关税同盟给予优惠待遇。

## 组织结构
WTO的最高权力机构是部长级会议，至少每两年召开一次。最近一次部长级会议于2022年6月在日内瓦举行。
每次部长级会议之间，日常工作由三个成员相同的机构处理，区别只在于组成每个机构的职权范围：
- 总理事会
- 争端解决机构（英语：Dispute Settlement Body）
- 贸易政策审议机构

总理事会2020年的主席是来自新西兰的戴维·沃克，总理事会下设以下附属机构，负责监督不同领域的委员会：
1. 货物贸易理事会:管辖下有11个委员会，每个委员会都有特定的任务。世贸组织的所有成员都参加了这些委员会。纺织品监察机构独立于其他委员会，但仍受货物理事会管辖。该机构只有主席和10名成员。该机构还有几个与纺织品有关的小组。[69]
2. 与贸易有关的知识产权理事会:关于世贸组织知识产权的信息，活动的新闻和官方记录，以及世贸组织与其他国际组织在该领域合作的细节。[70]
3. 服务贸易理事会:服务贸易理事会在总理事会的指导下运作，负责监督《服务贸易总协定》(GATS)的运作。它向所有世贸组织成员开放，并可根据需要设立附属机构。[71]
4. 贸易谈判委员会:贸易谈判委员会(TNC)是处理当前贸易谈判的委员会。主席是世贸组织总干事。截至2012年6月，该委员会的任务是多哈回合貿易談判。[72]

服务业理事会有三个附属机构:金融服务、国内法规、服务贸易总协定规则和具体承诺。理事会有几个不同的委员会、工作小组和工作小组。有委员会：贸易和环境;贸易和发展（最不发达国家小组委员会）;区域贸易协定;国际收支限制;预算、财务和行政。有工作组：贸易、债务和金融;贸易和技术。
截至2019年12月31日，世贸组织工作人员中女性为338人，男性为285人。

## 决策
世贸组织将自己描述为“一个以规则为基础、成员驱动的组织——所有的决定都是由成员国政府做出的，规则是成员之间谈判的结果”。《WTO协定》预见了无法达成共识的投票，但协商一致的做法主导了决策过程。
理查德·哈罗德·斯坦伯格认为，尽管WTO的共识治理模式提供了基于法律的初始谈判，但贸易回合通过有利于欧洲和美国的基于权力的谈判结束，可能不会导致帕累托效率改进。

## 争端解决机制
世贸组织的争端解决机制是1947年关贸总协定下的规则、程序和实践经过近半个世纪演变的结果。1994年，世贸组织成员国就《争端解决规则与程序谅解》(DSU)达成一致，并附加于《最后文件》，1994年在马拉喀什签署。争端解决机制被世贸组织视为多边贸易体制的核心支柱，并被视为“对全球经济稳定的独特贡献”。世贸组织成员国已经同意，如果认为其它成员国违反了贸易规则，将使用多边体系来解决争端，而不采取单方面行动。
WTO争端解决程序的运作涉及争端解决机构、上诉机构、秘书处、仲裁员和咨询专家任命的特定案件专家组。
优先事项是解决争端，最好是双方同意的解决方案，并规定该过程以有效和及时的方式进行，以便“如果案件被裁决，专家组裁决通常不应超过一年，如果案件被上诉，则不应超过16个月......”如果投诉人认为案件紧急，则对案件的审议时间应该更短。世贸组织成员国有义务接受这一程序的排他性和强制性。
根据《政治杂志》2018年的一项研究，当违反世贸组织的行为以扩散的方式影响各成员国时，各成员国执行违反世贸组织行为的可能性更小，速度也更慢。这是因为各成员国在进行诉讼时面临集体行动问题，他们都希望其它成员国承担诉讼费用。《国际研究季刊》2016年的一项研究质疑称，争端解决机制导致了更大的贸易差距。
但是，争端解决机制不能用于解决由于政治分歧引起的贸易争端。当卡塔尔要求就阿联酋实施的措施建立争端解决小组时，其它海湾合作委员会国家和美国很快将其请求视为政治问题，并表示国家安全问题是政治性的，不适合WTO争端解决机制。

## 成员国
成为世贸组织成员的过程对每个申请国都是独特的，加入条件取决于该国的经济发展阶段和现行贸易制度。这一过程平均需要5年左右，如果该国不完全致力于这一过程，或因政治问题干扰，加入过程可能会持续更长时间。谈判时间最短的是吉尔吉斯共和国，时间最长的是俄罗斯。俄罗斯于1993年首次申请加入关贸总协定，2011年12月获准加入，2012年8月22日成为世贸组织成员。哈萨克斯坦也经历了漫长的入盟谈判过程，哈萨克斯坦加入工作组于1996年成立，并于2015年获得批准成为其成员。第二长的是瓦努阿图，瓦努阿图问题工作组于1995年7月11日成立，直到2012年8月24日，世贸组织欢迎瓦努阿图成为第157个成员。只有在有关各方达成协商一致之后，才会提出加入提议。
2017年的一项研究认为，“决定谁加入的是政治因素，而不是其它领域”，并表示“地缘政治联盟如何影响成员国的供求关系”。调查结果对各国首先实行贸易自由化以加入关贸总协定和世贸组织的观点提出了挑战。相反，民主国家则会鼓励加入。

### 加入程序
希望加入世贸组织的国家要向总理事会提出申请，并必须说明与世贸组织协定有关的贸易和经济政策。申请以备忘录的形式提交世贸组织，备忘录由一个开放的工作组审查。
在获得所有必要的资料后，工作组将重点放在WTO规则与申请国的国际和国内贸易政策和法律之间的差异问题。工作组确定申请国加入世贸组织的条款和条件，并可考虑过渡期，以便各国在遵守世贸组织规则方面有一定的回旋余地。
最后阶段涉及申请国与工作组成员就关税水平、货物、服务市场方面的减让和承诺进行双边谈判。新成员的承诺是：根据非歧视规则，平等地适用于所有世贸组织成员，即使规则是通过双边谈判达成的。例如，由于加入世贸组织，亚美尼亚对进入其商品市场提供了15%的最高约束税率。再加上从价税，没有具体或复合税率。此外，工业和农业产品都没有关税配额。自2010年首次评估以来，亚美尼亚的经济和贸易表现增长引人注目，特别是其从2008年全球金融危机中复苏，虽然有一些波动，但年均GDP增长率为4%。亚美尼亚经济的特点是低通货膨胀、消除贫困以及提高宏观经济稳定性方面取得的根本性进展，其中相当于国内生产总值87%的商品和服务贸易发挥了越来越大的作用。
当双边会谈结束时，工作组会向理事会或部长级会议提交一份加入方案，包括所有工作组会议的摘要、加入议定书以及成员作为承诺的清单。一旦总理事会或部长级会议批准加入条款，申请国的议会必须批准加入议定书才能成为成员。由于与世贸组织其它成员国的谈判面临挑战，一些国家可能面临更为艰难和更为漫长的入世进程。比如越南，谈判花费11年多的时间才在2007年1月成为正式成员。

### 成员国和观察员国
世贸组织有166个成员国和23个观察员国。利比里亚于2016年7月14日成为第163个成员国，阿富汗于2016年7月29日成为第164个成员国。2024年2月26日，在阿布扎比举行的第13届部长级会议上，科摩罗和东帝汶被批准成为第165和第166个成员国，只要它们完成国内批准程序。世贸组织成员不必是完全独立的国家，它们只需是一个在对外商业关系方面享有充分自主权的关税地区。因此，香港自1995年以来（自1997年以来被称为“中国香港”）一直是中华人民共和国之前的成员，中华人民共和国经过15年的谈判于2001年加入。台湾于2002年作为“台湾、澎湖、金门和马祖的单独关税区”加入世贸组织。
截至2007年，世贸组织成员国占全球贸易的96.4%，占全球国内生产总值的96.7%。根据2005年的数据，伊朗和阿尔及利亚是世贸组织非成员国中国内生产总值和贸易额最大的经济体。除梵蒂冈外，观察员必须在成为观察员的五年内开始加入谈判。一些政府间国际组织也获得了世贸组织机构的观察员地位。只有10个联合国会员国与世贸组织没有联系。

## 协议
世贸组织监管着大约60种不同的协议，这些协定具有国际法地位。成员国必须签署和批准所有世贸组织的协定。
1995年初，随着世贸组织的成立，《农业协定》开始生效。《农产品协议》有三个核心概念：国内支持、市场准入和出口补贴。
《服务贸易总协定》是为了将多边贸易体制扩展到服务业而创立的，正如《关税及贸易总协定》(GATT)为商品贸易提供了这样的体制一样。协定于1995年1月生效。
与贸易有关的知识产权协定为多种形式的知识产权监管制定了最低标准。它是在1994年关税及贸易总协定(GATT)乌拉圭回合结束时谈判达成的。
《实施卫生和植物检疫措施协定》（又称《卫生和植物检疫措施协定》）是在关贸总协定乌拉圭回合期间谈判达成的，并于1995年初随着世贸组织的成立而生效。根据卫生和植物检疫协定，世贸组织对成员国的食品安全（细菌污染物、杀虫剂、检验和标签）以及动植物健康（进口病虫害）政策设置了限制条件。
《技术性贸易壁垒协定》是世界贸易组织的一项国际条约。它是在关税及贸易总协定乌拉圭回合期间谈判达成的，并于1994年底随着世贸组织的成立而生效。该目标确保技术谈判和标准以及检测和认证程序不会对贸易造成不必要的障碍。”
《海关估价协定》，正式名称为《关贸总协定第七条实施协定》，规定了成员国应遵循的海关估价方法，主要采用“交易价值”的方法。
2013年12月，世贸组织签署了规模最大的协议，称为《巴厘协议》。

## 总干事办公室

### 2020年总干事选举

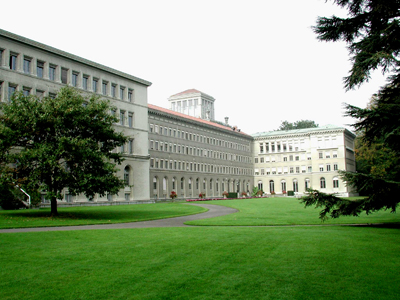
位于瑞士日内瓦世界贸易组织总部

2020年5月，总干事罗伯托·阿泽维多宣布他将于2020年8月31日卸任。截至2020年10月，提名和选举程序正在进行，共有8名候选人，最终选举预计将于2020年11月7日在164个成员国达成共识的情况下进行。人们对恩戈齊·奧孔約-伊衞拉的候选人资格形成了强烈的共识，但在10月28日，美国代表反对任命她。
世界贸易组织成员于2021年2月15日创造了历史，总理事会一致同意选举尼日利亚的恩戈齐·奥孔乔-伊韦拉为该组织第七任总干事。
奥孔乔-伊韦拉成为被选为总干事的第一位女性和第一位非洲人。她的任期将于2025年8月31日届满，并且可以连任。

## 预算
世贸组织年度预算的大部分收入来自其成员的捐款。这些是根据它们在国际贸易中所占份额确定的。
2023世界贸易组织十大成员综合预算缴款情况：
| 排名 | 国家或地区 | 瑞士法郎    | 百分比  |
| ---- | ---------- | ----------- | ------- |
| 1    | 美国       | 22,808,985  | 11.667% |
| 2    | 中國       | 21,031,890  | 10.758% |
| 3    | 德国       | 14,058,405  | 7.191%  |
| 4    | 日本       | 7,411,405   | 3.791%  |
| 5    | 法國       | 7,387,943   | 3.779%  |
| 6    | 英国       | 7,274,555   | 3.721%  |
| 7    | 荷蘭       | 5,778,980   | 2.956%  |
| 8    | 中國香港   | 5,501,370   | 2.814%  |
| 9    |            | 5,350,835   | 2.737%  |
| 10   | 義大利     | 4,940,285   | 2.527%  |
| 11   | 其它       | 93,955,345  | 48.059% |
|      | 总和       | 195,500,000 | 100%    |

## 會員列表

世界贸易组织加入进展：
世贸组织成员（包括欧盟的双重代表）
已审议《工作组报告书》或者《事实声明》草案
已提交商品或服务的《减让和承诺表》
已提交《对外贸易制度备忘录》
观察员，谈判未开始或未提交《备忘录》
谈判程序已冻结或最近3年未有谈判
与世贸组织无官方互动

截至2024年8月，世界贸易组织共有166个成员，下表依各经济体名称英文首字母排列。
| 成員                 | 加入日期       |
| -------------------- | -------------- |
| 阿富汗               | 2016年7月29日  |
| 阿爾巴尼亞           | 2000年9月8日   |
| 安哥拉               | 1996年11月23日 |
| 安地卡及巴布達       | 1995年1月1日   |
| 阿根廷               | 1995年1月1日   |
| 亞美尼亞             | 2003年2月5日   |
| 澳大利亞             | 1995年1月1日   |
| 奧地利               | 1995年1月1日   |
| 巴林                 | 1995年1月1日   |
| 孟加拉               | 1995年1月1日   |
| 巴貝多               | 1995年1月1日   |
| 比利時               | 1995年1月1日   |
| 貝里斯               | 1995年1月1日   |
| 貝南                 | 1996年2月22日  |
| 玻利維亞             | 1995年9月12日  |
| 波札那               | 1995年5月31日  |
| 巴西                 | 1995年1月1日   |
| 汶萊                 | 1995年1月1日   |
| 保加利亞             | 1996年12月1日  |
| 布吉納法索           | 1995年6月3日   |
| 蒲隆地               | 1995年7月23日  |
| 柬埔寨               | 2004年10月13日 |
| 喀麥隆               | 1995年12月13日 |
| 加拿大               | 1995年1月1日   |
| 維德角               | 2008年7月23日  |
| 中非共和國           | 1995年5月31日  |
| 查德                 | 1996年10月19日 |
| 智利                 | 1995年1月1日   |
| 中国                 | 2001年12月11日 |
| 哥倫比亞             | 1995年4月30日  |
| 科摩罗               | 2024年8月21日  |
| 剛果共和國           | 1997年3月27日  |
| 剛果民主共和國       | 1997年1月1日   |
| 哥斯大黎加           | 1995年1月1日   |
| 象牙海岸             | 1995年1月1日   |
| 克羅埃西亞           | 2000年11月30日 |
| 古巴                 | 1995年4月20日  |
| 賽普勒斯             | 1995年7月30日  |
| 捷克                 | 1995年1月1日   |
| 丹麥                 | 1995年1月1日   |
| 吉布地               | 1995年5月31日  |
| 多米尼克             | 1995年1月1日   |
| 多明尼加             | 1995年3月9日   |
| 厄瓜多               | 1996年1月21日  |
| 埃及                 | 1995年6月30日  |
| 薩爾瓦多             | 1995年5月7日   |
| 愛沙尼亞             | 1999年11月13日 |
| 史瓦帝尼             | 1995年1月1日   |
| 歐洲聯盟             | 1995年1月1日   |
| 斐濟                 | 1996年1月14日  |
| 芬蘭                 | 1995年1月1日   |
| 法國                 | 1995年1月1日   |
| 加彭                 | 1995年1月1日   |
| 甘比亞               | 1996年10月23日 |
| 喬治亞               | 2000年6月14日  |
| 德國                 | 1995年1月1日   |
| 迦納                 | 1995年1月1日   |
| 希臘                 | 1995年1月1日   |
| 格瑞那達             | 1996年2月22日  |
| 瓜地馬拉             | 1995年7月21日  |
| 幾內亞               | 1995年10月25日 |
| 幾內亞比索           | 1995年5月31日  |
| 蓋亞那               | 1995年1月1日   |
| 海地                 | 1996年1月30日  |
| 宏都拉斯             | 1995年1月1日   |
| 中國香港             | 1995年1月1日   |
| 匈牙利               | 1995年1月1日   |
| 冰島                 | 1995年1月1日   |
| 印度                 | 1995年1月1日   |
| 印度尼西亞           | 1995年1月1日   |
| 愛爾蘭               | 1995年1月1日   |
| 以色列               | 1995年4月21日  |
| 義大利               | 1995年1月1日   |
| 牙買加               | 1995年3月9日   |
| 日本                 | 1995年1月1日   |
| 約旦                 | 2000年4月11日  |
| 哈薩克斯坦           | 2015年11月30日 |
| 肯亞                 | 1995年1月1日   |
| 大韓民國             | 1995年1月1日   |
| 科威特               | 1995年1月1日   |
| 吉爾吉斯             | 1998年12月20日 |
| 寮國                 | 2013年2月2日   |
| 拉脫維亞             | 1999年2月10日  |
| 賴索托               | 1995年5月31日  |
| 賴比瑞亞             | 2016年7月14日  |
| 列支敦斯登           | 1995年9月1日   |
| 立陶宛               | 2001年5月31日  |
| 盧森堡               | 1995年1月1日   |
| 中國澳門             | 1995年1月1日   |
| 馬達加斯加           | 1995年11月17日 |
| 馬拉威               | 1995年5月31日  |
| 馬來西亞             | 1995年1月1日   |
| 馬爾地夫             | 1995年5月31日  |
| 馬里                 | 1995年5月31日  |
| 馬爾他               | 1995年1月1日   |
| 茅利塔尼亞           | 1995年5月31日  |
| 模里西斯             | 1995年1月1日   |
| 墨西哥               | 1995年1月1日   |
| 摩爾多瓦             | 2001年7月26日  |
| 蒙古國               | 1997年1月29日  |
| 蒙特內哥羅           | 2012年4月29日  |
| 摩洛哥               | 1995年1月1日   |
| 莫三比克             | 1995年8月26日  |
| 緬甸                 | 1995年1月1日   |
| 納米比亞             | 1995年1月1日   |
| 尼泊爾               | 2004年4月23日  |
| 荷蘭                 | 1995年1月1日   |
| 紐西蘭               | 1995年1月1日   |
| 尼加拉瓜             | 1995年9月3日   |
| 尼日                 | 1996年12月13日 |
| 奈及利亞             | 1995年1月1日   |
| 北馬其頓             | 2003年4月4日   |
| 挪威                 | 1995年1月1日   |
| 阿曼                 | 2000年11月9日  |
| 巴基斯坦             | 1995年1月1日   |
| 巴拿馬               | 1997年9月6日   |
| 巴布亞紐幾內亞       | 1996年6月9日   |
| 巴拉圭               | 1995年1月1日   |
| 秘魯                 | 1995年1月1日   |
| 菲律賓               | 1995年1月1日   |
| 波蘭                 | 1995年7月1日   |
| 葡萄牙               | 1995年1月1日   |
| 卡達                 | 1996年1月13日  |
| 羅馬尼亞             | 1995年1月1日   |
| 俄羅斯               | 2012年8月22日  |
| 盧安達               | 1996年5月22日  |
| 聖克里斯多福及尼維斯 | 1996年2月21日  |
| 聖露西亞             | 1995年1月1日   |
| 聖文森及格瑞那丁     | 1995年1月1日   |
| 薩摩亞               | 2012年5月10日  |
| 沙烏地阿拉伯         | 2005年12月11日 |
| 塞內加爾             | 1995年1月1日   |
| 塞席爾               | 2015年4月26日  |
| 獅子山               | 1995年7月23日  |
| 新加坡               | 1995年1月1日   |
| 斯洛伐克             | 1995年1月1日   |
| 斯洛維尼亞           | 1995年7月30日  |
| 索羅門群島           | 1996年7月26日  |
| 南非                 | 1995年1月1日   |
| 西班牙               | 1995年1月1日   |
| 斯里蘭卡             | 1995年1月1日   |
| 蘇利南               | 1995年1月1日   |
| 瑞典                 | 1995年1月1日   |
| 瑞士                 | 1995年7月1日   |
| 臺澎金馬個別關稅領域 | 2002年1月1日   |
| 塔吉克斯坦           | 2013年3月2日   |
| 坦尚尼亞             | 1995年1月1日   |
| 泰國                 | 1995年1月1日   |
| 东帝汶               | 2024年8月30日  |
| 多哥                 | 1995年5月31日  |
| 東加                 | 2007年7月27日  |
| 千里達及托巴哥       | 1995年3月1日   |
| 突尼西亞             | 1995年3月29日  |
| 土耳其               | 1995年3月26日  |
| 烏干達               | 1995年1月1日   |
| 烏克蘭               | 2008年5月16日  |
| 阿拉伯聯合大公國     | 1996年4月10日  |
| 英國                 | 1995年1月1日   |
| 美國                 | 1995年1月1日   |
| 烏拉圭               | 1995年1月1日   |
| 萬那杜               | 2012年8月24日  |
| 委內瑞拉             | 1995年1月1日   |
| 越南                 | 2007年1月11日  |
| 葉門                 | 2014年6月26日  |
| 尚比亞               | 1995年1月1日   |
| 辛巴威               | 1995年3月5日   |

## 观察员国列表
下表列出了全部23个WTO观察员。各国必须在获WTO观察员地位后的五年内开始谈判正式加入该组织。 
| 国家             | 申请入会日期   | 备注             |
| ---------------- | -------------- | ---------------- |
| 阿尔及利亚       | 1987年6月3日   | 2014年起不再活跃 |
| 安道尔           | 1997年7月4日   | 1999年起不再活跃 |
|                  | 1997年6月30日  | 正在申请中       |
| 巴哈马           | 2001年5月10日  | 2019年起不再活跃 |
| 白俄羅斯         | 1993年9月23日  | 2019年起不再活跃 |
| 不丹             | 1999年9月1日   | 重新恢复         |
|                  | 1999年5月11日  | 战略重点国家     |
| [ 122 ]          | 2019年10月31日 | 恢复             |
| 赤道几内亚       | 2007年2月19日  | 恢复             |
| 衣索比亞         | 2003年1月13日  | 重新恢复         |
| 聖座             | 无             | 1997年起不再活跃 |
| 伊朗             | 1996年7月19日  | 2011年起不再活跃 |
| 伊拉克           | 2004年9月30日  | 正在申请中       |
| 黎巴嫩           | 1999年1月30日  | 2007年起不再活跃 |
| 利比亞           | 2004年6月10日  | 2004年起不再活跃 |
| 聖多美和普林西比 | 2005年1月14日  | 2005年起不再活跃 |
| 塞爾維亞         | 2004年12月23日 | 2013年起不再活跃 |
|                  | 2015年12月12日 | 恢复             |
| 南蘇丹           | 2017年12月5日  | 2019年起不再活跃 |
| 苏丹             | 1994年10月11日 | 2021年起不再活跃 |
| 叙利亚           | 2001年10月10日 | 2010年起不再活跃 |
| [ c ]            | 2021年11月24日 | 恢复             |
|                  | 1994年12月8日  | 战略重点国家     |

## 批评
尽管由于关贸总协定和世贸组织，关税和其他贸易壁垒大大减少，但自由贸易对加速经济增长、减少贫困和增加收入的承诺受到许多批评家的质疑。
经济学家张夏准认为，新自由主义关于自由贸易的观点存在一个“悖论”，因为发展中国家在1960年-1980年期间的经济增长高于1980年-2000年期间，即使贸易政策比以前自由。研究结果表明，新兴国家只有在变得非常富裕之后才会积极减少贸易壁垒。批评者认为，贸易自由化并不能保证经济增长，也不能保证脱贫，并还引用了萨尔瓦多的例子：20世纪90年代初，萨尔瓦多取消了进口的所有壁垒，并削减了关税，但经济增长依然疲软。另一方面，越南在20世纪80年代末才开始经济改革，通过决定效仿中国的改革开放和缓慢的自由化以及实施国内商业保障措施，取得了巨大的成功。越南在加快经济增长和减少贫困方面基本上取得了成功，但没有立即消除大量贸易壁垒。
批评者还认为，世贸组织促进自由贸易所带来的好处没有得到平等分享。这种批评通常得到谈判结果和数据的支持，数据显示，贫富差距继续扩大，尤其是在中国和印度，虽然经济增长非常快，但经济不平等却在加剧。此外，世贸组织旨在减少贸易壁垒的做法可能损害发展中国家。贸易自由化过早，没有任何突出的国内壁垒，担心会使发展中国家陷入初级产业的困境，因为初级产业往往不需要高技术。当发展中国家决定利用工业化推动经济时，国内工业不能像预期那样迅速发展，因此难以与其它工业较先进的国家竞争。

## 积极影响
研究表明，世贸组织促进了贸易。在没有WTO的情况下，一般国家的出口关税将上调32%。世贸组织的争端解决机制是增加贸易的一种方式。
根据《国际经济法杂志》2017年的一项研究，“几乎所有最近的优惠贸易协定(PTA)都明确提到了世贸组织。同样，在许多相同的优惠贸易协定中，发现大部分条约（有时是一章的大部分）是从WTO协议中逐字照抄写的……随着时间的推移，WTO在优惠贸易协定（PTA）中的存在有所增加。”